# دانشکده زبان‌ها و ادبیات خارجی دانشگاه تهران
دانشکده زبان‌ها و ادبیات خارجی دانشگاه تهران یکی از دانشکده‌های دانشگاه تهران است که در سه مقطع کارشناسی، کارشناسی ارشد و دکتری اقدام به پذیرش دانشجو می‌نماید. این دانشکده دارای ۶ گروه آموزشی فعال است و با برخورداری از مراکز و موسسات بین‌المللی برجسته‌ای همچون بنیاد روسکی میر، مؤسسه کنفوسیوس، بنیاد کره و بنیاد ژاپن نقشی کلیدی در توسعه روابط آموزشی، فرهنگی و سیاسی ایران با سایر کشورها و تربیت نیروی انسانی متخصص در حوزه زبان‌ها و ادبیات خارجی ایفا می‌کند.

## تاریخچه
احداث دانشکده زبان‌ها و ادبیات خارجی در واقع به مرکز زبان‌های خارجی دانشکده ادبیات بازمی‌گردد. این مرکز از سال ۱۳۴۸ فعالیت خود را آغاز نمود و در سال ۱۳۶۷ با عنوان دانشکده زبان‌ها و ادبیات خارجی به رسمیت شناخته شد و سپس به دنبال آن گروه‌های زبان آلمانی، انگلیسی، ایتالیایی، روسی و فرانسه که از زمان تأسیس دانشگاه تهران در دانشکده ادبیات مشغول به فعالیت بودند به این دانشکده منتقل شدند. پس از گذشت حدود سه سال از آغاز فعالیت رسمی این دانشکده، زبان و ادبیات اردو و به دنبال آن زبان و ادبیات ژاپنی به رشته‌های قبلی اضافه شدند. در سال ۱۳۹۴ نیز، به‌منظور تقویت روابط فرهنگی ایران و چین، رشته زبان چینی در این دانشکده تأسیس شد و به‌همراه آن، بنیاد کنفوسیوس فعالیت خود را در دانشکده آغاز کرد. از جمله برنامه‌های دراز مدت این دانشکده تأسیس چندین رشته جدید ازجمله ترکی استانبولی، سوئدی، کره‌ای، یونانی و همچنین گسترش گرایش‌ها و تأسیس مقاطع تحصیلی ارشد و دکتراست.

## گروه‌ها

### گروه زبان انگلیسی
گروه زبان انگلیسی با توجه به نقش و اهمیت این زبان در جهان و این حقیقت که زبان انگلیسی در حال حاضر زبان علمی جهان است، تأسیس شد. این گروه در حال حاضر در سه مقطع کارشناسی، کارشناسی ارشد (با سه گرایش ادبیات، آموزش زبان و مترجمی) و دکترا (با دو گرایش ادبیات و آموزش زبان) دانشجو می‌پذیرد.

#### عناوین مقاطع و گرایش‌ها
- دکتری ادبیات انگلیسی
- دکتری آموزش زبان انگلیسی
- کارشناسی ارشد زبان و ادبیات انگلیسی
- کارشناسی ارشد آموزش زبان انگلیسی
- کارشناسی ارشد مترجمی زبان انگلیسی
- کارشناسی زبان و ادبیات انگلیسی

### گروه زبان‌ها و ادبیات رومانس
این گروه در سال ۱۴۰۲، با ادغام دو رشته " زبان و ادبیات ایتالیایی " و " زبان و ادبیات اسپانیایی " تأسیس شد. این دو رشته پیش از به وجود آمدن گروه زبان‌ها و ادبیات رومانس تحت عنوان گروه " سایر زبان‌ها " شناخته می‌شدند.
رشته زبان و ادبیات اسپانیایی
رشتهٔ زبان اسپانیایی در سال ۱۳۸۷ در دانشکدهٔ زبان‌های خارجی در مقطع کارشناسی تأسیس شد و تا قبل از آن به صورت درس زبان دوم ارائه می‌شد. با توجه به روابط حسنهٔ ایران و کشورهای آمریکای لاتین تدریس این رشته در دانشکدهٔ زبان‌ها می‌تواند دریچه‌ای به سوی هر چه بهتر شدن این روابط باشد. با توجه به جدیدالتأسیس بودن این رشته، استادان گروه هنوز تصمیمی برای تأسیس دورهٔ کارشناسی ارشد اتخاذ نکرده‌اند.
رشته زبان و ادبیات ایتالیایی
در سال ۱۳۵۴ دورة کارشناسی زبان ایتالیایی دایر گردید. در واقع به دنبال عقد قرارداد فرهنگی بین ایران و ایتالیا در سال ۱۳۳۸ در زمینة تأسیس رشتهٔ زبان ایتالیایی، در ابتدا امکان تدریس این زبان به عنوان زبان دوم فراهم شد و سپس این دوره رسماً ایجاد گردید و در پی آن این گروه اقدام به پذیرش دانشجو کرد. از جمله اهداف این گروه پرورش ذوق و استعداد ادبی دانشجویان جهت پژوهش در متون ادبی زبان ایتالیایی و آماده ساختن آن‌ها برای ترجمة آثار ایتالیایی به فارسی و بالعکس با هدف مبادلهٔ فرهنگ، دانش و تمدن دو کشور ایران و ایتالیاست.

### گروه زبان آلمانی
رشته زبان آلمانی در سال ۱۳۳۴ در دانشکدهِ زبان‌های خارجی تأسیس شد و تا سال ۱۳۵۸ تنهادر دو مقطع کارشناسی و کارشناسی ارشد دانشجو می‌پذیرفت. پذیرش دانشجو از سال ۱۳۶۲ تا سال ۱۳۸۰ محدود به مقطع کارشناسی بود ولی از مهر ماه ۱۳۸۰ پذیرش دانشجو در مقطع کارشناسی ارشد از سر گرفته شده است. از سال ۱۳۸۴، دانشکدهِ زبان‌های خارجی، گروه آلمانی در راستای توسعه همکاری‌های علمی و بین‌المللی و در جهت فراهم نمودن زمینه‌های همکاری مشترک با مراکز مهم علمی و تحقیقاتی جهان و به دنبال امضای تفاهم نامه‌ای در خصوص تأسیس دوره دکترای مشترک، در مقطع دکترای رشتة آموزش زبان نیز دانشجو می‌پذیرد.

#### عناوین دروس
- دکترای زبان آلمانی
- کارشناسی ارشد زبان و ادبیات آلمانی
- کارشناسی ارشد مترجمی زبان آلمانی
- کارشناسی مترجمی زبان آلمانی

### گروه زبان‌ها و ادبیات آسیای شرقی
گروه «زبان‌ها و ادبیات آسیای شرقی» در مردادماه سال ۱۴۰۲ با کنار هم قرار گرفتن دو رشته زبان و ادبیات ژاپنی و زبان و ادبیات چینی تشکیل شد. پیش از این اتفاق، دو رشته مذکور تحت عنوان گروه " سایر زبان‌ها " فعالیت می‌کردند.
رشته زبان ژاپنی
گروه زبان ژاپنی از سال ۱۳۶۶ به صورت زبان دوم تدریس می‌شد. این بخش از سال ۱۳۷۳ رسماً اقدام به پذیرش دانشجو در مقطع کارشناسی کرده است. بخش زبان ژاپنی استاد رسمی ندارد اما براساس هماهنگی‌های به عمل آمده با بنیاد فرهنگی ژاپن همه ساله اساتیدی از ژاپن، مأمور تدریس در این دانشکده می‌شوند. از استادان ژاپنی ای که در حال حاضر در حال تدریس هستند می‌توان به خانم نائومی شیمیزو و خانم میکا ناکامورا اشاره کرد. زبان و ادبیات ژاپنی در ایران تنها در دانشگاه تهران تدریس می‌شود و درخاورمیانه کشورهای ترکیه، مصر وایران تنها ارائه دهندگان رشته زبان و ادبیات ژاپنی هستند. در کشور ترکیه و مصر هرکدام دو دانشگاه به این منظور وجود دارد ولی در ایران به دلیل وجود یک دانشگاه ارائه دهنده(دانشگاه تهران) موقعیت برای دانشجویان این رشته برای کسب بورس تحصیلی ژاپن بسیار بیشتر است.

#### رشته‌ها
- کارشناسی زبان و ادبیات ژاپنی (از سال ۱۳۷۳)
- کارشناسی ارشد آموزش زبان ژاپنی (از سال ۱۳۸۷)

رشته زبان چینی
رشته زبان و ادبیات چینی نیز از سال ۱۳۹۴ در دانشکده زبان‌ها و ادبیات خارجی دانشگاه تهران تأسیس شد و این دانشکده تا به امروز در مقطع کارشناسی در این رشته دانشجو پذیرفته است. یکی از ویژگی‌های رشته زبان و ادبیات چینی دانشگاه تهران که موجبات برتری کیفی و کمی آن در کشورمان را فراهم آورده، بهره‌گیری از ظرفیت مؤسسه کنفسیوس و استادان مجرب اعزامی از کشور چین است. برگزاری نشست‌های مختلف با موضوعات مرتبط با حوزه زبان و ادبیات چینی، بهره‌گیری از جدیدترین شیوه‌ها و کتب آموزشی به‌روز، برگزاری آزمون رسمی تعیین سطح زبان چینی (اچ.اس. کی)، ارتباط مستمر با مراکز علمی و پژوهشی کشور چین از نتایج تعامل این مؤسسه با استادان ایرانی رشته مذکور بوده است.

### گروه اردو
بخش زبان اردو در سال ۱۳۷۰ در دانشکده زبان‌های خارجی تأسیس شد و در حال حاضر در مقطع کارشناسی، دانشجو می‌پذیرد. هم‌اکنون مطالعات اولیه برای تأسیس دورة کارشناسی ارشد این رشته توسط استادان این گروه به اتمام رسیده است و امید می‌رود که بزودی در این مقطع نیز دانشجو پذیرش شود. نکتهٔ مهم آن است که وجود شباهت‌های فراوان بین زبان فارسی و اردو و تأثیرپذیری زبان اردو از زبان و ادبیات فارسی یادگیری این زبان را برای فارسی زبانان آسان و دلنشین کرده است.
این رشته در سال ۱۴۰۲ با تصمیم دانشگاه از فهرست زبان‌های این دانشکده حذف و به دانشکده ادبیات و علوم انسانی منتقل شد.

### گروه روسی
قرار داشتن در مجاورت کشور روسیه و روابط دیرینهٔ فرهنگی، اقتصادی و سیاسی با این کشور و توان بالای علمی دانشگاه‌های روسی زبان، به خصوص در رشته‌های علوم انسانی و فنی از یک سو و جایگاه زبان روسی در کشورهای اتحاد جماهیر شوروی سابق از سوی دیگر، موجب افزایش شمار علاقمندان به فراگیری زبان روسی شده است. گروه روسی فعالیت آموزشی خود را هم‌زمان با تأسیس دانشگاه تهران آغاز کرده است و در مقطع کارشناسی (گرایش زبان و ادبیات) و در مقطع کارشناسی ارشد از سال ۱۳۸۰ در گرایش آموزش زبان و از سال ۱۳۸۳ در گرایش زبان و ادبیات روسی دانشجو می‌پذیرد. همچنین مطالعات اولیه در خصوص تأسیس مقطع دکترا توسط استادان این گروه در دست انجام است.

#### عناوین دروس
- کارشناسی ارشد آموزش زبان روسی
- کارشناسی ارشد زبان و ادبیات روسی
- کارشناسی زبان و ادبیات روسی
- کارشناسی مترجمی زبان روسی

### گروه سایر زبانها
این گروه از سال ۱۳۴۲ در قالب مرکز زبان‌های خارجی و تا سال ۱۳۹۹ به عنوان گروهی مستقل، مسئولیت آموزش زبان عمومی برای تمامی رشته‌های موجود در دانشکده‌های مختلف را به عهده داشت. با ایجاد تغییرات ساختاری در دانشگاه تهران، در سال ۱۳۹۹ این گروه با گروه زبان و ادبیات انگلیسی ادغام گردید.

### گروه فرانسه
قدمت گروه زبان و ادبیات فرانسه به تاریخ تأسیس آن در سال ۱۳۱۵ بازمی‌گردد. زبان فرانسه از گذشته در ایران از اهمیت ویژه‌ای برخوردار بوده است. این گروه در سال ۱۳۱۵ اقدام به پذیرش دانشجو در مقطع کارشناسی نمود و فعالیت‌های علمی و آموزشی خود را با گشایش مقطع کارشناسی ارشد (گرایش ادبیات) در سال ۱۳۴۸ گسترش داد. دکترای زبان و ادبیات فرانسه با گرایش ادبیات تطبیقی در سال ۱۳۸۰ تأسیس گردید. این دوره با همکاری دانشگاه‌های مارک بلوک استراسبورگ و سوربن نوول پاریس ارائه می‌گردد.

#### عناوین دروس
- دکتری زبان و ادبیات تطبیقی فرانسه
- کارشناسی ارشد زبان و ادبیات فرانسه
- کارشناسی زبان و ادبیات فرانسه

## بنیادها و موسسات بین‌المللی
بنیاد روسکی
بنیاد روسکی میر با هدف گسترش مطالعات فرهنگ و ادبیات روسی، ایجاد ارتباطات علمی و فرهنگی، و تسهیل روابط در حوزه‌های مختلف از جمله زبان، ادبیات، مدیریت، اقتصاد، و هنر، در بهار سال ۱۳۹۶ در این دانشکده افتتاح شد. این مرکز در تلاش است تا با برگزاری برنامه‌ها و رویدادهای متنوع، پل ارتباطی مؤثری میان محققان و علاقه‌مندان به فرهنگ روسیه ایجاد کند.
مؤسسه کنفوسیوس
مؤسسه کنفوسیوس فعالیت خود را از زمستان ۱۳۸۷ در این دانشکده آغاز کرد. از اقدامات برجسته این مؤسسه می‌توان به تجهیز لابراتوارهای زبان، همکاری مستمر در آموزش زبان و ادبیات چینی، تأمین منابع درسی مرتبط، اعزام نیروهای متخصص و نظارت بر تمامی فعالیت‌های مرتبط با مؤسسه در سطح دانشگاه تهران اشاره کرد. پس از وقفه‌ای کوتاه، این مؤسسه در مهرماه ۱۳۹۴ با راه‌اندازی رشته زبان و ادبیات چینی، فعالیت‌های خود را از سر گرفت و نقش مهمی در ارتقای روابط فرهنگی ایران و چین ایفا کرده است.
بنیاد ژاپن
بنیاد ژاپن از سال ۱۳۷۳، هم‌زمان با راه‌اندازی رشته زبان و ادبیات ژاپنی، فعالیت خود را آغاز کرد. این بنیاد در زمینه آموزش زبان و ادبیات ژاپنی، برگزاری فعالیت‌های فرهنگی، اعطای بورس‌های تحصیلی به دانشجویان و استادان، اهدای سالانه کتاب، و برگزاری آزمون سنجش زبان ژاپنی در این دانشکده، همکاری مستمری دارد.
بنیاد کره
بنیاد کره در سال ۱۳۸۱ در دانشکده آغاز به کار کرد. از اهداف این بنیاد همکاری مستمر در آموزش زبان و ادبیات کره ای، اعزام دانشجو در قالب بورس‌های تحصیلی کوتاه مدت و بلند مدت، اهدای کتاب، اعزام استاد به ایران و برگزاری مسابقات سخنرانی و شعر خوانی و دیگر فعالیت‌های فرهنگی است.